# Wollentschin
Wollentschin, polnisch Wolęcin ist eine rund 150 Einwohner zählende Ortschaft mit Schulzenamt in der zweisprachigen Landgemeinde Radlau (Radłów) im Powiat Oleski in der Woiwodschaft Oppeln.

## Geografie

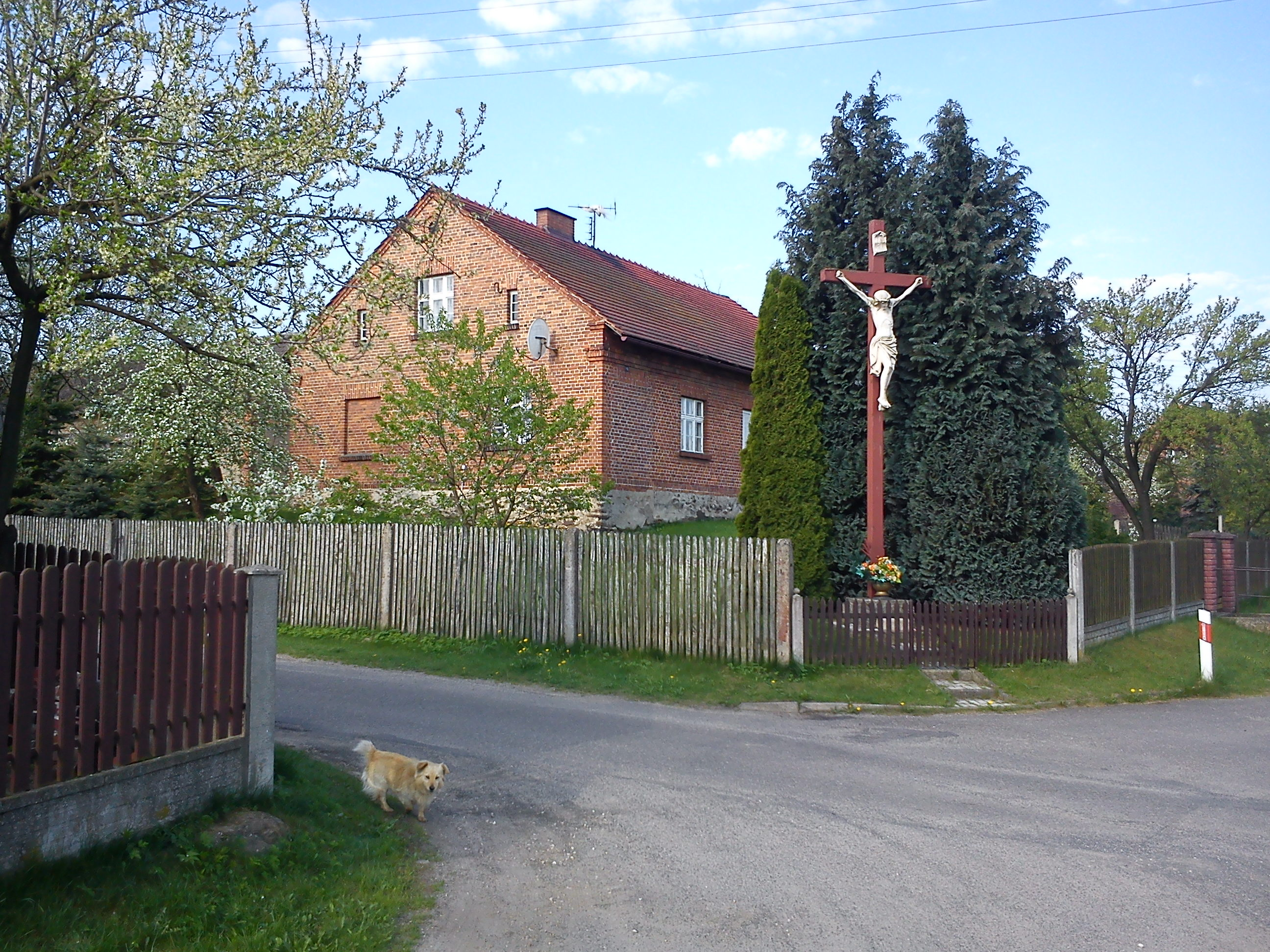
Ortsbild

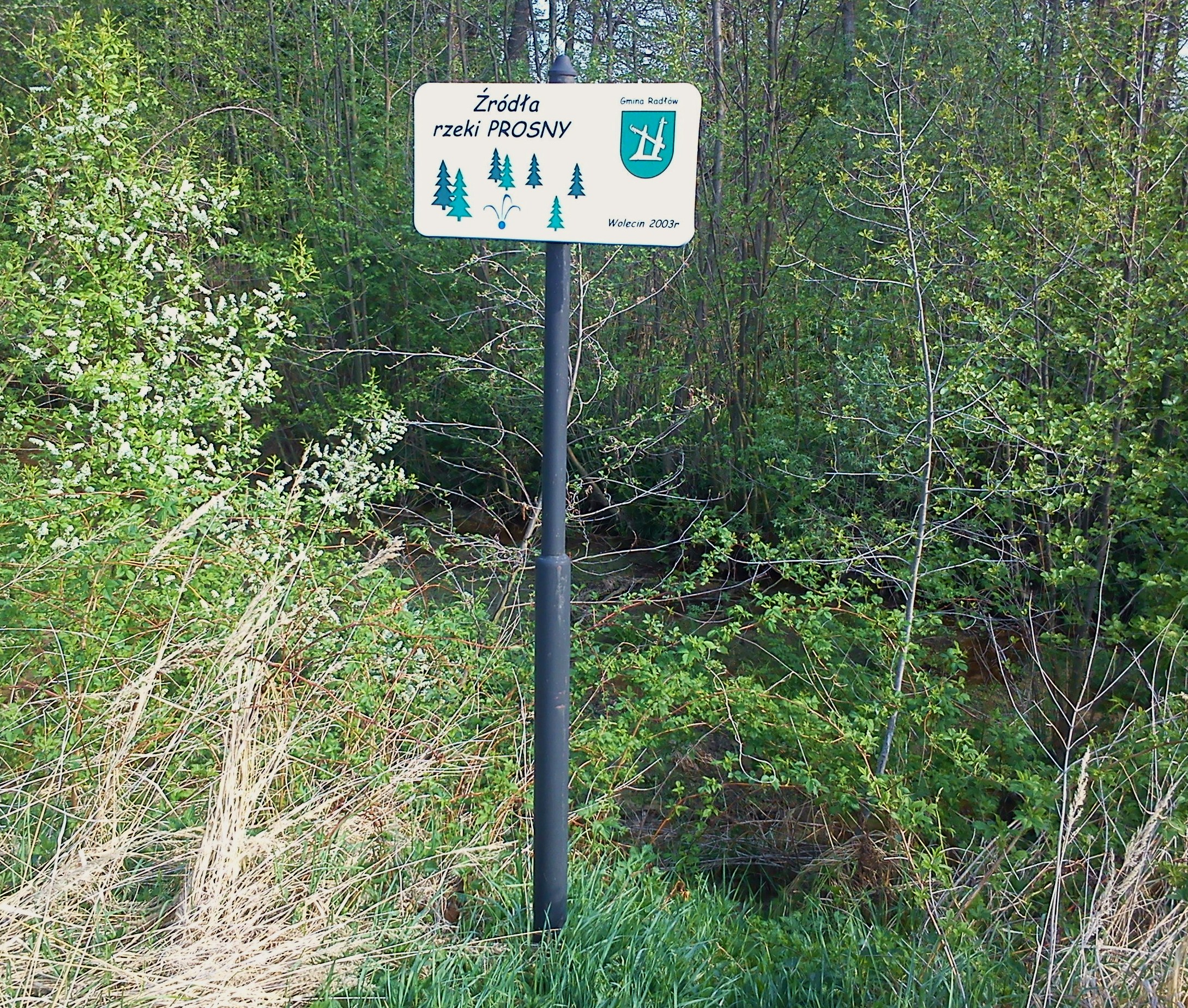
Quelle der Prosna

Wollentschin liegt im Nordosten der Woiwodschaft Oppeln, nordöstlich der Kreisstadt Olesno (Rosenberg O.S.) und im Norden Oberschlesiens.
Westlich von Wollentschin entspringt der Fluss Prosna.

## Geschichte
Bei der Volksabstimmung in Oberschlesien am 20. März 1921 stimmten 48 Wahlberechtigte für einen Verbleib bei Deutschland und 89 für die Zugehörigkeit zu Polen. Wollentschin verblieb beim Deutschen Reich. Zwischen dem 27. April 1936 und 1945 hieß der Ort Wollendorf O.S. Am 1. April 1939 wurde Wollendorf in Ammern O.S. eingegliedert. Bis 1945 war Wollendorf Teil des Landkreises Rosenberg O.S.
1945 kam Wollendorf unter polnische Verwaltung und wurde in Wolęcin umbenannt und an die Woiwodschaft Schlesien angeschlossen. Mit der Aufteilung der Woiwodschaft Schlesien in die Woiwodschaft Oppeln und Kattowitz kam der Ort zur Woiwodschaft Oppeln. Von 1975 bis 1998 lag Wollentschin in der Woiwodschaft Tschenstochau. 1999 kam der Ort nach der Auflösung der Woiwodschaft Tschenstochau wieder zur Woiwodschaft Oppeln und zum wiederhergestellten Powiat Oleski.
2006 wurde Wollentschin mitsamt der Gemeinde Radlau offiziell zweisprachig und im September 2008 wurden zweisprachige Ortsschilder aufgestellt.

### Einwohnerentwicklung
Die Einwohnerzahlen von Wollentschin nach dem jeweiligen Gebietsstand:
| Jahr | Einwohner |
| ---- | --------- |
| 1910 | 204       |
| 1925 | 194       |
| 1933 | 183       |